# Icewind Dale II
Icewind Dale II es un videojuego de rol para PC desarrollado por Black Isle Studios y distribuido por Interplay Entertainment que salió la venta el 27 de agosto de 2002. Se trata de la continuación de Icewind Dale, estando también ambientado en el universo de los Reinos Olvidados, aunque el argumento es independiente de su predecesor. Se desarrolla una generación posterior a la primera entrega, por lo que no es posible exportar los personajes de un videojuego al otro. ICW2 utiliza la tercera edición de las reglas de Dungeons & Dragons, algunas de las variaciones con Baldur's Gate, y la primera entrega de esta saga son las siguientes:
1.Se han equilibrado ciertas clases, como por ejemplo el bárbaro que ahora será más ducho en combate pero totalmente nulo en magia.
2.Se han añadido los "feats" (hazañas), con las cuales se podrán adquirir dotes subiendo de nivel.
3.Se han añadido nuevas razas, como drow, enano gris, enano dorado...
4.Nuevas profesiones.
5.Nuevos hechizos, tanto arcanos como divinos. 
6.Se ha mejorado la generación aleatoria de tesoros.

## Jugabilidad
El juego es visto desde una perspectiva isométrica, al igual que todas las demás sagas anteriores, en el menú de la interfaz, que se encuentra en la parte inferior de la pantalla, tendremos disponible un menú de acceso a opciones, diario, inventario, mapa, libro de conjuros, etc. También dispondremos de una barra de acceso rápido a conjuros, habilidades, objetos de inventario, etc. En esa misma zona también se encuentra la ventana de diálogo donde se almacenan conversaciones, datos de combate, puntos de experiencias ganados recientemente.
Al igual que en la primera entrega podremos crear un grupo de 6 aventureros, deberemos hacerlo lo más equilibradamente posible. El juego consta de 6 capítulos. El argumento se inicia cuando un grupo de mercenarios (nuestro grupo) llega desde luskan a bordo del último barco que llega a Targos, donde una nueva amenaza ha surgido. Las Diez Ciudades están en peligro; Bremen ya ha caído mientras hordas de trasgos, orcos y osgos, reunidos bajo el estandarte de la Quimera, se dirigen a Targos. Ulbert, alcalde de la ciudad, ha realizado un llamamiento a todos los aventureros disponibles, sean hombres, mujeres, humanos, elfos, enanos, orcos o cualquier combinación entre ellos para que actúen en nombre de la ciudad bajo la calidad de mercenarios. El juego también dispone de un modo de juego, "corazón de furia", en el que podremos repetir el juego pero con los niveles con los que dejamos a nuestros jugadores al acabarlo. En este mode podremos llegar hasta el nivel 30.
Los gráficos utilizan un motor algo anticuado, muy similar al original que creó BioWae para Baldur's Gate, por lo que no es necesario un ordenador muy potente para poder hacerlo funcionar. Esto se debe en gran parte a la vista isométrica que añade gran manejabilidad sin renunciar a un gran número de detalles, con un ambiente bastante conseguido en cavernas y otras mazmorras. Se ha evitado por completo el repetir escenarios por lo que no habrá dos iguales, ni siquiera barcos o casas. En cuanto a los hechizos todos tienen su correspondiente y único gráfico que los identifica pese a que dejan bastante que desear en comparación con los gráficos del escenario.
En cuanto al idioma el videojuego está totalmente traducido y doblado al castellano, tanto voces como textos. Se debe tener en cuenta que tan sólo los diálogos de los personajes más importantes de la trama están hablados, ni inglés ni en castellano.
Como ya se mencionó se podrá crear un grupo de hasta seis aventureros siendo posible (aunque no recomendable que sea menor de cuatro) crear un grupo de menos aventureros, incluso de uno solo. En caso de que creásemos un grupo de seis aventureros lo más lógico es que el grupo conste de dos guerreros/bárbaros o cual sustituto de combate frontal, un clérigo/druida (también puede ayudar en combate cuerpo a cuerpo) que nos curará y lanzará gran cantidad de sortilegios beneficiosos, un mago/hechicero para causar daños, un pícaro (muy útil para abrir cerraduras y crear señuelos) y un explorador para dar apoyo con armas a distancia o incluso cuerpo a cuerpo. Sin embargo no hemos de olvidar las demás clases, las cuales también se podrán utilizar perfectamente siempre que el grupo quede equilibrado.
Siete razas diferentes, con otras trece subclases diferentes:
- Humanos: Aasimar o Tiflin
- Elfos : Drow, Elfo salvaje, Elfo lunar
- Enanos: Enano escudo, Enano dorado, Enano gris
- Gnomo: Gnomo de las rocas, Gnomo de las profundidades
- Semielfo
- Semiorco
- Mediano: Mediano piesligeros, Mediano fortecor, Mediano fantasagaz

Existen once clases diferentes:
- Bárbaro
- Bardo
- Clérigo, con nueve subclases diferentes
- Druida
- Guerrero
- Monje, con tres subclases diferentes
- Paladín, con tres subclases diferentes
- Explorador
- Pícaro
- Mago, a elegir entre ocho escuelas de magia distintas, además de la clase genérica
- Hechicero

Hemos de tener en cuenta que en este juego dependiendo de algunas habilidades, como engañar y diplomacia, dependiendo de la clase y del alineamiento tendremos distintas opciones de diálogo por lo que habrá que tener presente que PJ queremos que entable conversación.
A tener en cuenta:
- En este videojuego la destreza influye en la CA, por lo que es útil, y recomendable, de escoger unos cuantos puntos de esta característica con cualquier clase.
- Para lanzar un conjuro se ha de poseer, en la característica en cuestión (inteligencia los magos ; sabiduría los clérigos y druidas; carisma bardos y hechiceros), diez puntos de habilidad más el nivel del conjuro a lanzar; es decir, que un mago necesitaría 17 puntos de inteligencia para poder lanzar conjuros de mago de nivel 7.
- El fallo de conjuro arcano no afecta para nada a la magia divina, por lo que druidas y clérigos podrán llevar la armadura que deseen sin miedo a sufrir penalizador alguno.
- La experiencia se adquiere en función del nivel del grupo y del nivel del monstruo; a mayor nivel del monstruo y menor nivel del grupo, mayor experiencia ganada.
- La barra de acceso rápida se puede configurar como se quiera, sólo hay que hacer click derecho sobre ella y click izquierdo sobre lo que queramos que aparezca.

## Bonificadores raciales
Cuando nos creamos un personaje, lo primero elegimos el género, después elegiremos la raza. A continuación vemos una tabla con los distintos bonificadores y penalizadores que ofrece cada raza. La columna XP indica el ajuste de nivel, esto significa que algunas razas son mucho más poderosas que otras y suben de nivel más despacio. El +2 indica un ajuste de 2 niveles, y el +1 un ajuste de 1 nivel, que se acaba subsanando al cabo de bastantes niveles.
Hemos de tener en cuenta que algunas razas son mejores que otras para algunas clases, ya que reciben características útiles para esa clase. En cambio otras razas, como humanos o semielfos son aptas para cualquier clase.
| RAZA        | INT | SAB | DES | FUE | CAR | CONS | DOTES               | HABILID                                 | XP | OTROS | CLASE       |
| ----------- | --- | --- | --- | --- | --- | ---- | ------------------- | --------------------------------------- | -- | --- | ----------- |
| Humano      | -   | -   | -   | -   | -   | -    | +1                  | +2 a lvl1, +1 a lvl sig                 | -  | - | Cualquiera  |
| Aasimar     | -   | +2  | -   | -   | +2  | -    | -                   | -                                       | +1 | Visión oscuridad, Quemadura solar 1/día y +5% resistencia ácido, frío y eléctrico | Paladín     |
| Tieflin     | +2  | -   | +2  | -   | -2  | -    | -                   | +2 engañar y esconderse                 | +1 | Ceguera 1/día, ultravisión y +5% resistencia ácido, frío y eléctrico | Pícaro      |
| Escudo      | -   | -   | -   | -   | -2  | +2   | -                   | +2 buscar                               | -  | +2 resistencia veneno, +2 resistencia conjuros, +1 golpear orcos, trasgos y osgos, +4 CA contra gigantes y Ultravisión                                                                            | Guerrero    |
| Dorado      | -   | -   | -2  | -   | -   | +2   | -                   | +2 buscar                               | -  | +2 resistencia veneno, +2 resistencia conjuros, +1 golpear drows, ilícidos y arañas, +4 CA contra gigantes y Ultravisión                                                                          | Guerrero    |
| Duergar     | -   | -   | -   | -   | -4  | +2   | -                   | +2 buscar y +4 sigilo                   | +2 | +2 resistencia veneno, +2 resistencia conjuros, +4 CA contra gigantes, Ultravisión, Invisibilidad 1/día, Inmunidad parálisis y -2 a golpear, daño y salvación expuesto al sol                     | Guerrero    |
| Lunar       | -   | -   | +2  | -   | -   | -2   | Espada larga y arco | +2 buscar                               | -  | Inmunidad a dormir, +2 salvación contra encantamiento y Ultravisión | Mago        |
| Drow        | +2  | -   | +2  | -   | +2  | -2   | Espada larga y arco | +2 buscar                               | +2 | +11 +1/nivel de resist. conjuros, +2 salvación voluntad, +2 salvación contra encantamiento, Inmunidad a dormir, Fuego feérico 3/día, Ultravisión y -1 a golpear, daño y salvación expuesto al sol | Mago        |
| Salvaje     | -2  | -   | +2  | -   | -   | -    | Espada larga y arco | +2 buscar                               | -  | Inmunidad a dormir y Ultravisión | Hechicero   |
| Rocas       | -   | -   | -   | -2  | -   | +2   | -                   | +2 alquimia                             | -  | +1 golpear kobolds, trasgos y osgos, +4 CA criaturas gigantes, Ultravisión | Ilusionista |
| Svirfnevlin | -   | +2  | +2  | -2  | -4  | -    | -                   | +2 buscar, +2 esconderse (+4 ya oculto) | +3 | +11 +1/nivel de resist. conjuros, +1 golpear kobolds, trasgos y osgos, +4 CA, Imagen múltiple 1/día, Invisibilidad 1/día, Contorno borroso 1/día, Indetectabilidad, Ultravisión                   | Ilusionista |
| Piesligeros | -   | -   | +2  | -2  | -   | -    | -                   | +2 a sigilo                             | -  | +1 salvación, +1 salvación miedo, +1 golpear con arrojadizas | Pícaro      |
| Fortecor    | -   | -   | +2  | -2  | -   | -    | +1 a lvl1           | +2 a sigilo                             | -  | +2 salvación miedo, +1 golpear con arrojadizas | Pícaro      |
| Fantasagaz  | -   | -   | +2  | -2  | -   | -    | -                   | +2 a sigilo                             | -  | +2 salvación miedo, +1 golpear con arrojadizas y Poner trampas 3/día | Bárbaro     |
| Semielfo    | -   | -   | -   | -   | -   | -    | -                   | +1 buscar                               | -  | +2 encantamiento, Inmunidad a dormir y Ultravisión | Cualquiera  |
| Semiorco    | -2  | -   | -   | +2  | -2  | -    | -                   | -                                       | -  | Ultravisión | Bárbaro     |

## Clases
Una vez elegida la raza de nuestro personaje debemos elegir su clase, recordemos que esté en concordancia con su raza. También hemos de procurar que el grupo quede equilibrado.
BARBARO:
Procedentes de los gélidos yermos del norte y las infernales junglas del sur llegan unos combatientes a los que, además de valientes, podría llamarse temerarios. Aunque no es tan disciplinado o hábil como un guerrero normal, el bárbaro puede entrar en una furia berserker, convirtiéndose en un oponente más duro y resistente.
Puntos de golpe por nivel: 1-12
Ventajas:
- Competente con todas las armas sencillas y marciales, armadura ligera, armadura intermedia y escudos.
- Furia bárbara: Puede dejarse llevar por la furia una vez por día cada cuatro niveles (comenzando con un uso en el 1.º nivel). La Furia les proporciona +4 a Constitución y Fuerza durante 5 asaltos, Impone un penalizador a la CA de 2 puntos y concede +2 a las salvaciones de Voluntad. Al finalizar el ataque de furia, el bárbaro estará fatigado durante un periodo de tiempo, lo que reducirá algunas de sus características.
- Movimiento rápido: Los bárbaros pueden moverse 10 pies más rápido que un personaje normal.
- 2.º nivel: Esquiva asombrosa. Los bárbaros conservan su bonificador de Destreza a la CA si son atacados por enemigos invisibles.
- 5.º nivel: Esquiva asombrosa. Los bárbaros no pueden sufrir Ataques furtivos de los pícaros a menos que el atacante tenga cuatro niveles más como mínimo.
- 11.º nivel: Reducción del daño. El bárbaro obtiene 1/- puntos de resistencia al daño cortante, perforante, contundente y de proyectiles. Obtiene 1/- puntos adicionales de resistencia cada 3 niveles a partir de entonces.
- 15.º nivel: Furia mayor. La furia del bárbaro se convierte en furia mayor, lo que incrementa los bonificadores de Fuerza y Constitución a +6 y el bonificador al tiro de salvación a +3. Sigue sufriendo el penalizador -2 a la armadura.
- 20.º nivel: Furia sin cansancio. El bárbaro ya no se fatiga después de la furia.

Desventajas:
- Los bárbaros obtienen dotes a un ritmo más bajo que los guerreros.
- Los bárbaros no comienzan siendo competentes con armaduras pesadas.

BARDO
El punto fuerte del bardo está en su agradable y encantadora personalidad. Con ella y su astucia se abre paso por el mundo. Un bardo es un músico con talento a la vez que un almacén andante de chismorreos, historias exageradas y conocimiento. Es alguien que aprende un poquito de todo aquello que se encuentra; el hombre para todo, pero el maestro de ninguna cosa. Aunque muchos de ellos son unos sinvergüenzas, sus relatos y canciones son bienvenidos en casi todas partes.
Puntos de golpe por nivel: 1-6
Ventajas:
- Competente con todas las armas sencillas, armadura ligera, armadura intermedia y escudos. El bardo también es competente con las espadas largas.
- +1 a Alquimia, Saber (arcano) y Conocimiento de conjuros.
- 2.º nivel: Lanzamiento de conjuros. Los bardos obtienen la aptitud para lanzar conjuros menores de mago. Si lleva armadura, el bardo no puede utilizar sus conjuros.
- La mayoría de las habilidades de pícaro son habilidades de clase del bardo.
- Canciones de bardo. Los bardos poseen la aptitud de cantar melodías que tienen efectos mágicos en las criaturas que se encuentren en un radio de 30 pies. Cuando avanzan de nivel, obtienen canciones adicionales. Las canciones se describen con detalle a continuación.
- 1.º nivel: La Balada de los Tres Héroes. Cuando se interpreta esta balada, todos los aliados del bardo obtienen un bonificador +1 al ataque, +1 al daño y +1 a los tiros de salvación.
- 3.º nivel: El Relato de Curran Fortecorazón. Cuando está siendo interpretada, se elimina todo miedo que estén sufriendo los aliados del bardo, y éstos se vuelven inmunes a los efectos de miedo mientras dure la canción.
- 5.º nivel: Melodía de Tymora. Cuando se interpreta, concede a los aliados del bardo +1 a la suerte, +3 a los tiros de salvación y +2 a Saber (arcano), Alquimia y habilidades de pícaro.
- 7.º nivel: La Canción de Kaudies. Cuando se interpreta, los aliados del bardo tienen un 50% de librarse de los efectos de conjuros como Silencio, Alarido, Gran alarido, Dominación y demás sortilegios basados en el sonido.
- 9.º nivel: El Anhelo de la Sirena. Cuando la interpretan, sus enemigos deben realizar una salvación de Voluntad o quedarán cautivados, incapaces de llevar a cabo acción alguna hasta que transcurran 10 asaltos o sufran algún daño.
- 11.º nivel: Cántico de Guerra de Sith. Cuando se interpreta, los aliados del bardo obtienen un bonificador +2 a la armadura, reducción del daño 2/- y regeneran 3 puntos de daño por asalto de combate.

Desventajas:
- Los bardos no son tan efectivos en combate cuerpo a cuerpo como los combatientes o los clérigos.
- Los bardos acceden más despacio a los conjuros que los magos o los clérigos

MAGO
El mago se esfuerza por ser un maestro de la manipulación de energías mágicas y de su utilización en forma de conjuros. Para conseguir esto, estudia lenguas extrañas y temas arcanos, además de dedicar mucho tiempo a la investigación mágica. Un mago debe confiar en sus conocimientos y astucia para sobrevivir. Los magos no suelen salir de aventuras sin un séquito de guerreros y hombres de armas. Al existir distintos tipos de magia (llamados "escuelas"), también hay distintos tipos de magos. Sin embargo, los más frecuentes estudian todo tipo de magia y aprenden una amplia variedad de conjuros. Su mayor versatilidad hace que se adapte mejor a las necesidades de las aventuras.
Nota: Para lanzar un conjuro, un mago debe tener una inteligencia igual o superior al nivel del conjuro más 10. Inteligencia es la característica mediante la que el mago lanza sus conjuros. Esto afecta al nivel máximo de lanzamiento de conjuros, a la CD del tiro de salvación del sortilegio y a la cantidad de conjuros adicionales.
Puntos de golpe por nivel: 1-4
Ventajas:
- Competente con todas las armas sencillas excepto las de proyectil.
- Recibe una dote adicional cada cinco niveles además de las dotes normales otorgadas a todas las clases de personaje cada tres niveles.

Desventajas:
•   Comienza sin competencia en armaduras y no es muy ducho en combate cuerpo a cuerpo.
ABJURADOR:
Un mago que se especializa en magia que protege, bloquea o destierra.
Ventajas:
- Los abjuradores pueden memorizar un sortilegio adicional por nivel de conjuro que conozcan.

Desventajas:
•   Los abjuradores no pueden aprender conjuros de las escuelas de Ilusión o Transmutación.
CONJURADOR:
Un mago que se especializa en crear criaturas y objetos que le asistan.
Ventajas:
- Los conjuradores pueden memorizar un sortilegio adicional por cada nivel de conjuro que conozcan.

Desventajas:
•   Los conjuradores no pueden aprender conjuros de la escuela de Evocación.

ADIVINADOR:
Un mago que se especializa en la magia de detección y adivinación.
Ventajas:
- Los adivinadores pueden memorizar un sortilegio adicional por nivel de conjuro que conozcan.

Desventajas:
•   Los adivinadores no pueden aprender conjuros de la escuela de Conjuración.

ENCANTADOR:
Un mago que se especializa en manipular las mentes de los seres pensantes.
- Los encantadores pueden memorizar un sortilegio adicional por nivel de conjuro que conozcan.

Desventajas:
•   Los encantadores no pueden aprender conjuros de la escuela de Evocación.
ILUSIONISTA:
Un mago especializado en la creación de ilusiones para confundir y despistar.
- Los ilusionistas pueden memorizar un sortilegio adicional por nivel de conjuro que conozcan.

Desventajas:
•   Los ilusionistas no pueden aprender conjuros de las escuelas de Abjuración o Nigromancia.
EVOCADOR:
Un mago que se especializa en manipular la energía y crear algo de la nada.
- Los evocadores pueden memorizar un sortilegio adicional por nivel de conjuro que conozcan.

Desventajas:
•   Los evocadores no pueden aprender conjuros de las escuelas de Conjuración o Adivinación.
NIGROMANTE:
Un mago que se especializa en magia relacionada con la muerte.
- Los nigromantes pueden memorizar un sortilegio adicional por nivel de conjuro que conozcan.

Desventajas:
•   Los Nigromantes no pueden aprender conjuros de las escuelas de Ilusión o Encantamiento.
TRANSMUTADOR:
Un mago que se especializa en magia que altera la realidad física.
- Los transmutadores pueden memorizar un sortilegio adicional por nivel de conjuro que conozcan.

Desventajas:
•   Los transmutadores no pueden aprender conjuros de las escuelas de Abjuración o Nigromancia
PICARO
Para bien o para mal, el pícaro alcanza sus objetivos siendo un hábil ratero. Sus sellos personales son la astucia, la agilidad y el sigilo. Pero es el propio pícaro quien decide si emplea su talento contra los transeúntes inocentes y ricos mercaderes o contra los monstruos y los opresores.
Puntos de golpe por nivel: 1-6
Ventajas:
- Competente con todas las armas sencillas, ciertas armas marciales (arcos) y la armadura ligera.
- Los pícaros reciben una cantidad mayor de puntos de habilidad por nivel que cualquier otra clase de personaje. Pueden usar estos puntos de habilidad adicionales para comprar habilidades de clase como Esconderse, Hurtar, Inutilizar mecanismo (para quitar trampas) y Usar objeto mágico.
- Ataque furtivo: Para usar el Ataque furtivo, ataca a un enemigo por la espalda cuando estés equipado con un arma de combate cuerpo a cuerpo. Tu primer ataque con éxito por la espalda de la criatura infligirá daño normal más un daño adicional de 1-6 puntos de daño (al que se añadirán 1-6 puntos acumulativos a 3.º nivel y cada dos niveles subsiguientes).
- 2.º nivel: Evasión. Cuando un pícaro llega a 2.º nivel, obtiene la capacidad de evitar el daño de los conjuros con área de efecto. Cuando un pícaro supere con éxito una salvación de Reflejos contra un conjuro de área de efecto que permita una salvación de Reflejos para sufrir la mitad de daño, en lugar de eso no recibirá daño alguno.
- 3.º nivel: Esquiva asombrosa. Los pícaros conservan su bonificador de Destreza a la CA si son atacados por enemigos invisibles.
- 6.º nivel: Esquiva asombrosa. Los pícaros no pueden ser atacados por medio de un Ataque furtivo realizado por otro pícaro a menos que el atacante tenga cuatro niveles más como mínimo.
- 10.º nivel: Capacidades especiales: Ahora el pícaro obtiene acceso a una serie de nuevas dotes que sólo están disponibles para los pícaros. Esto incluye Lisiar con un impacto, Evasión mejorada y Mente escurridiza.

Desventajas:
•   Los pícaros no tienen la aptitud de lanzar conjuros y su capacidad de combate no es muy buena
DRUIDA
El druida sirve a la naturaleza y la neutralidad, y su comunidad es el mundo salvaje. Es una persona que utiliza sus poderes especiales para defender la naturaleza y proteger el equilibrio en el mundo.
NOTA: Sabiduría es la característica mediante la que el druida lanza sus conjuros. Esto afecta al nivel máximo de lanzamiento de conjuros, a la CD del tiro de salvación del sortilegio y a la cantidad de conjuros adicionales.
Puntos de golpe por nivel: 1-8
Ventajas:
- Competente con todas las armas sencillas (excepto con la ballesta), ciertas armas marciales (espada larga y armas de asta), más armadura ligera, armadura intermedia y escudos.
- Los druidas pueden lanzar poderosos conjuros ofensivos y de curación.
- 5.º nivel: Forma salvaje, jabalí. El druida obtiene la capacidad de transformarse en un jabalí. Esta transformación también cura algo de daño. El druida puede adoptar su Forma salvaje 1/día.
- 6.º nivel: El druida puede adoptar su Forma salvaje 2/día.
- 7.º nivel: Forma salvaje, lobo invernal. El druida obtiene la capacidad de transformarse en un lobo invernal. El lobo invernal es resistente al frío, se mueve rápidamente y tiene un ataque de mordisco. Esta transformación también cura algo de daño. El druida puede adoptar su Forma salvaje 3/día.
- 9.º nivel: Forma salvaje, oso polar. El druida obtiene la capacidad de transformarse en un oso polar. El oso polar tiene ataques de garra extremadamente poderosos. Esta transformación también cura algo de daño.
- 9.º nivel: Inmunidad al veneno. El druida se vuelve inmune a todas las formas de veneno.
- 10.º nivel: El druida puede adoptar su Forma salvaje 4/día.
- 12.º nivel: Forma salvaje, oso terrible. El druida obtiene la capacidad de transformarse en un oso terrible. El oso terrible tiene ataques de garra más poderosos todavía que el oso polar. Esta transformación también cura algo de daño.
- 14.º nivel: Forma salvaje, pantera terrible. El druida obtiene la capacidad de transformarse en una pantera terrible. Esta transformación también cura algo de daño. El druida puede adoptar su Forma salvaje 5/día.
- 15.º nivel: Cuerpo eterno. El druida es inmune a los efectos de la fatiga.
- 16.º nivel Forma elemental, elemental de fuego. El druida obtiene la capacidad de transformarse en un elemental de fuego. El elemental de fuego es muy resistente al fuego y puede quemar a sus adversarios. Esta transformación también cura algo de daño.
- 18.º nivel: Forma elemental, elemental de tierra. El druida obtiene la capacidad de transformarse en un elemental de tierra. El elemental de tierra efectúa poderosos ataques con los puños. Esta transformación también cura algo de daño. El druida puede adoptar su Forma salvaje 6/día.
- 20.º nivel: Forma elemental, elemental de agua. El druida obtiene la capacidad de transformarse en un elemental de agua. El elemental de agua efectúa poderosos ataques con los puños. Esta transformación también cura algo de daño.
- 22.º nivel: Forma elemental, elemental de aire. El druida obtiene la capacidad de transformarse en un elemental de aire. El elemental de aire tiene poderosos ataques. Esta transformación también cura algo de daño. El druida puede adoptar su Forma salvaje 7/día.
- 26.º nivel: El druida puede adoptar su Forma salvaje 8/día.
- 30.º nivel: El druida puede adoptar su Forma salvaje 9/día.

Desventajas:
- Los druidas no tienen acceso a muchos conjuros defensivos de gran poder.
- Los druidas no son tan potentes en combate como los guerreros, exploradores, paladines o bárbaros

CLERIGO
El clérigo es un sacerdote genérico (de cualquier mitología) que atiende las necesidades espirituales de una comunidad. Es protector y sanador, aunque no es totalmente defensivo.
NOTA: Sabiduría es la característica mediante la que el clérigo lanza sus conjuros. Esto afecta al nivel máximo de lanzamiento de conjuros, a la CD del tiro de salvación del sortilegio y a la cantidad de conjuros adicionales.
Puntos de golpe por nivel: 1-8
Ventajas:
- Competente con todas las armas sencillas, armadura ligera, armadura intermedia, armadura pesada y escudos.
- Los clérigos pueden lanzar poderosos conjuros defensivos y de curación.
- Los clérigos tienen la aptitud Expulsar muertos vivientes. Cuando se invoca este poder, el clérigo intenta usar el poder de su deidad patrona para aterrorizar (si es bueno o neutral) o controlar (si es malvado) a un grupo de muertos vivientes. Cuanto más alto sea el nivel del clérigo y su Carisma, mayores serán las probabilidades de éxito.
- Los clérigos reciben poderes especiales y conjuros de su deidad.
- Lanzamiento espontáneo: Los clérigos pueden convertir sus sortilegios en conjuros de curar (si son buenos o neutrales) o de infligir (si son malvados) del nivel más cercano cuando el jugador pulse Mayús+clic sobre un conjuro en el momento de lanzarlo. El sortilegio es eliminado inmediatamente de la lista de memorizados y se lanza como el conjuro de curar o infligir más cercano del mismo nivel. Si no hay ningún conjuro de curar o infligir disponible para ese nivel, se usa el conjuro más alto por debajo del nivel del conjuro convertido.

Desventajas:
- Los clérigos no tienen acceso a muchos conjuros ofensivos de gran poder.
- Los clérigos son más débiles en combate que los guerreros, exploradores, paladines y bárbaros

PENITENTE DE ILMATER:
Ilmater, conocido también como el Dios del Lamento, es la deidad del sufrimiento y la perseverancia. Como se les ha enseñado que soportar el sufrimiento de los demás es el mayor acto de sacrificio que puede hacerse, se puede encontrar a los Penitentes de Ilmater en cualquier lugar donde los débiles sean oprimidos. Los Penitentes también son reputados por su caridad, humildad y su fe inmutable, aun ante la más difícil de las circunstancias.
Ventajas:
- Toque de dolor 1/día (arma de toque que impone un penalizador -2 a Fue y Des durante 10 asaltos).
- Resistencia de Ilmater 1/día (aumenta la Con en 6 durante tantos asaltos como niveles tenga)

SEÑOR DEL ALBA DE LATHANDER:
Lathander, el Señor del Alba, es el dios del amanecer y de la renovación. Sus sacerdotes, que comparten este título con él, se pueden encontrar por todo el mundo ayudando a que las comunidades crezcan, o se reconstruyan si pasan tiempos difíciles. Los Señores del Alba son famosos por su amabilidad y optimismo.
Ventajas:
- Dote de Expulsión mejorada.
- Renovación de Lathander 1/día (cura 2 puntos de golpe x nivel de clérigo).

ESTRELLA ARGÉNTEA DE SELUNE:
A Selune se la llama con frecuencia "la Doncella Luna" por su relación con el astro plateado que orbita en torno a Faerun. Ella es la diosa de la luna y de los viajeros. Sus sacerdotes, llamados Estrellas Argénteas, viajan por todo el mundo para ayudar a los oprimidos y explorar lugares remotos. Los Estrellas Argénteas son famosos por ser abiertos de miras y muy tolerantes, y por odiar la intolerancia.
Ventajas:
- Libertad de Selune 1/día (Libertad de movimiento que dura 1 asalto/nivel)
- Escudo lunar 1/día (otorga un bonificador +3 a la resistencia a conjuros durante tantos asaltos como niveles se tenga)

VIGILANTE DE HELMO:
También conocido como El de los Ojos Incansables, Helmo es el dios de los vigilantes por antonomasia. Sus servidores, los Vigilantes, siempre permanecen en guardia contra todo tipo de invasores, ladrones y falsarios. Los Vigilantes son reputados por su comportamiento austero, su lealtad y su ética incondicional.
Ventajas:
- Escudo de Helmo 1/día (otorga un bonificador +2 a las salvaciones durante tantos asaltos como niveles se tenga).
- Vigilancia de Helmo (otorga un bonificador +2 de armadura, así como un bonificador +2 de armadura contra proyectiles, durante tantos asaltos como niveles se tenga).

CUSTODIO DEL SABER DE OGHMA:
Oghma, el Señor del Saber, es el patrón de los bardos y el dios del saber. Los Custodios del Saber de Oghma están interesados en recobrar secretos perdidos, preservar el conocimiento y compartir libremente la información. Los Custodios del Saber son conocidos por su honestidad y su talante curioso.
Ventajas:
- Conocimiento de Oghma (+1 a Alquimia y Saber [arcano]).
- Identificar 1/día.

GUARDIA DE BATALLA DE TEMPUS:
Tempus, el Señor de las Batallas, es adorado por muchos combatientes de todo Faerun. Ya que la guerra se puede encontrar en casi cualquier parte civilizada del mundo, igual de comunes son los Guardias de Batalla de Tempus. Estos luchan valientemente e inspiran a sus camaradas para que realicen gestas de valor. Son conocidos por su bravura y su talante cabezón.
Ventajas:
- Gana automáticamente las dotes de Arma marcial (hacha) y Soltura con un arma (hacha).
- Fuerza de Tempus 1/día (aumenta la Fue en 6 durante tantos asaltos como niveles tenga)

AMO DE LA AFLICCIÓN DE BANE:
También conocido como la Mano Negra, Bane es el dios de las luchas fratricidas, el odio y la tiranía. Los Amos de la Aflicción, sus sacerdotes, pueden encontrarse en cualquier lugar donde los fuertes medren a costa de los débiles. Son famosos por sus complots manipuladores y su actitud maliciosa.
Ventajas:
- Máxima del Tirano (todas las salvaciones de Voluntad contra sus conjuros se hacen con +1 a la CD).
- +1 a Diplomacia, Engañar e Intimidar.

DEMARCA DE MÁSCARA:
El Señor de las Sombras, Máscara, es el dios de los ladrones y las sombras. Sus servidores, los Demarcas, suelen ayudar a las pequeñas bandas de ladrones en sus desvelos. A muchos de ellos se los puede encontrar como consejeros de los gremios de ladrones. Son conocidos por su naturaleza engañosa y su avaricia.
Ventajas:
- Dote de Lucha a ciegas gratuita.
- Bonificador +1 a Esconderse, Hurtar y Moverse sigilosamente.

SEÑOR DE LA TORMENTA DE TALOS:
Talos, el Destructor, es el dios de las tormentas y la devastación. Azote de muchos exploradores y druidas, Talos siembra sus males mediante sus sacerdotes, los Señores de la Tormenta. Estos aterrorizan a las comunidades agrícolas de todo Faerun con amenazas de una condenación inminente si no apaciguan al Destructor. Son conocidos por su uso abusivo del terror y su talante temerario.
Ventajas:
- Resistencia 5 a la electricidad.
- Golpe destructor 1/día (obtiene un bonificador +2 a impactar y al daño durante tantos asaltos como niveles tenga)

PALADIN
Un paladín es un guerrero audaz y puro; el ejemplo de todo lo bueno y fiel. Al igual que el guerrero, el paladín está dedicado al combate. Sin embargo, vive para sus ideales, que son rectitud, justicia, honradez, piedad y caballerosidad. Se esfuerza por ser un ejemplo viviente de tales virtudes para que otros puedan aprender de él y beneficiarse de sus acciones.
NOTA: Sabiduría es la característica mediante la que el paladín lanza sus conjuros. Esto afecta al nivel máximo de lanzamiento de conjuros, a la CD del tiro de salvación del sortilegio y a la cantidad de conjuros adicionales.
AVISO: Todo paladín que se haga multiclase adquiriendo una clase distinta de 'paladín' o de la clase predilecta de su orden jamás podrá volver a avanzar en la clase de paladín.
Puntos de golpe por nivel: 1-10
Ventajas:
- Competente con todas las armas sencillas y marciales, armadura ligera, armadura intermedia, armadura pesada y escudos.
- Añade su modificador de Carisma a todos los tiros de salvación.
- Los paladines pueden usar Imposición de manos 1/día. Imposición de manos cura al objetivo una cantidad de puntos de golpe igual al modificador de Carisma del paladín multiplicado por su nivel de paladín (mínimo 1 punto por nivel).
- Los paladines son inmunes a todo tipo de enfermedades.
- 2.º nivel: Castigar al mal. Una vez al día, el paladín puede intentar castigar al mal con un ataque normal cuerpo a cuerpo. El personaje añadirá su modificador de Carisma (en caso de ser positivo) a su tirada de ataque e infligirá 1 punto de daño adicional por nivel.
- 2.º nivel: Aura de valor. Los paladines se vuelven inmunes al miedo, y los aliados dentro de un radio de 10 pies reciben un bonificador +4 a los tiros de salvación contra los efectos de miedo.
- 3.º nivel: Quitar enfermedad. El personaje obtiene la capacidad para quitar enfermedades a otros personajes una cantidad de veces al día igual a su nivel dividido entre 3.
- 3.º nivel: Expulsar muertos vivientes. Cuando se invoca este poder, el paladín intenta usar el poder de su deidad patrona para aterrorizar a un grupo de muertos vivientes. Cuanto más altos sean el nivel del paladín y su Carisma, mayores serán las probabilidades de éxito. Aunque esta aptitud es similar a la de clérigo, para el paladín funciona como si tuviera dos niveles menos que el clérigo.
- 4.º nivel: Lanzamiento de conjuros. Los paladines obtienen la aptitud para lanzar conjuros.

Desventajas:
- El paladín debe tener alineamiento legal bueno y elegir una orden divina. Esta elección de una orden restringe las posibilidades multiclase del paladín.
- El paladín debe reaccionar ante los actos malvados que ocurran en su presencia

PALADIN DE ILMATER:
Los Paladines de Ilmater veneran al dios del sufrimiento. Desean ardientemente llevarse las heridas más terribles en cualquier batalla para evitar así el sufrimiento de los demás. Son muy conocidos por su humildad.
Aptitud especial de la orden: pueden hacerse multiclase como Penitentes de Ilmater sin perder por ello la capacidad de avanzar en la clase de paladín.
AVISO: Todo paladín que se haga multiclase adquiriendo una clase distinta de 'paladín' o de la clase predilecta de su orden jamás podrá volver a avanzar en la clase de paladín
PALADIN DE HELMO
Los Paladines de Helmo siguen las enseñanzas del dios de los guardianes. Se dedican a defender a los débiles y a proteger los lugares importantes contra asaltos.
Aptitud especial de la orden: Pueden hacerse multiclase como guerreros sin perder por ello la capacidad de avanzar en la clase de paladín.
AVISO: Todo paladín que se haga multiclase adquiriendo una clase distinta de 'paladín' o de la clase predilecta de su orden jamás podrá volver a avanzar en la clase de paladín
PALADIN DE MYSTRA:
Los paladines de Mystra aseguran que los poderes de la diosa de la magia no se usen para hacer el mal. Persiguen por todo Faerun a los lanzadores de conjuros malvados para proteger a la civilización y a los magos benignos de las repercusiones del uso irresponsable de la magia.
Aptitud especial de la orden: Pueden hacerse multiclase como magos sin perder por ello la capacidad de avanzar en la clase de paladín.
AVISO: Todo paladín que se haga multiclase adquiriendo una clase distinta de 'paladín' o de la clase predilecta de su orden jamás podrá volver a avanzar en la clase de paladín
EXPLORADOR
El explorador es un guerrero y un hombre de los bosques. Es diestro con las armas y sabe moverse por los bosques. Además, guía y protege a los viajeros perdidos y a los campesinos honrados. Un explorador necesita ser fuerte y conocer la naturaleza para vivir una vida plena.
NOTA: Sabiduría es la característica mediante la que el explorador lanza sus conjuros. Esto afecta al nivel máximo de lanzamiento de conjuros, a la CD del tiro de salvación del sortilegio y a la cantidad de conjuros adicionales.
Puntos de golpe por nivel: 1-10
Ventajas:
- Competente con todas las armas sencillas y marciales, armadura ligera, armadura intermedia y escudos.
- A primer nivel los exploradores pueden seleccionar un Enemigo predilecto. Obtienen un +1 al daño contra criaturas de ese tipo de raza. Los exploradores obtienen un Enemigo predilecto adicional cada cinco niveles, y el bonificador contra los anteriores Enemigos predilectos aumenta en 1.
- Un explorador que vista armadura ligera o ninguna en absoluto podrá luchar con dos armas como si poseyera las dotes Ambidextrismo y Combate con dos armas.
- 4.º nivel: Lanzamiento de conjuros. Los exploradores obtienen la aptitud para lanzar conjuros.

Desventajas:
- El explorador obtiene dotes a un ritmo más bajo que los guerreros.
- Los exploradores no comienzan siendo competentes con armaduras pesadas

GUERRERO
El guerrero es un campeón, espadachín, soldado y pendenciero. Vive o muere dependiendo de su conocimiento de las armas y las tácticas. Se le puede encontrar en primera línea de la batalla, enfrentándose mano a mano a los villanos y monstruos. Si quiere sobrevivir, un buen guerrero necesita ser fuerte y estar sano.
Puntos de golpe por nivel: 1-10
Ventajas:
- Competente con todas las armas sencillas y marciales, armadura ligera, armadura intermedia, armadura pesada y escudos.
- Recibe una dote adicional a primer nivel y cada dos niveles a partir de entonces. Ésta se añade a la dote normal que reciben todas las clases de personaje cada tres niveles.
- Los personajes con cuatro o más niveles de guerrero pueden elegir la dote Especialización en armas (tres rangos en un arma). Esto les da un +2 al daño con ese tipo de arma.

Desventajas:
•   Los guerreros carecen de cualquier aptitud para lanzar conjuros
MONJE
Los monjes son guerreros que persiguen la perfección a través de la contemplación y de la acción. Son guerreros versátiles, especialmente hábiles en el combate sin armas ni armaduras. Aunque los monjes no lanzan conjuros, poseen una magia propia de su clase. Pueden canalizar una sutil energía, llamada ki, que les permite llevar a cabo hazañas asombrosas. Los monjes son conocidos por su aptitud para aturdir a un adversario con un golpe con la mano desnuda.
AVISO: todo monje que se haga multiclase adquiriendo una clase distinta de 'monje' o de la clase predilecta de su orden jamás podrá volver a avanzar en la clase de monje.
NOTA: al combatir sin armas, los monjes multiclase determinan su ataque base y su número de ataques teniendo en cuenta SÓLO sus niveles de monje.
Puntos de golpe por nivel: 1-8
Ventajas:
- El ataque base del monje le otorga un número mayor de ataques adicionales cuando lucha sin armas.
- Cuando el monje incrementa sus niveles, también lo hace el daño que inflige con los puños:

Nivel 1-3: 1-6
Nivel 4-7: 1-8
Nivel 8-11: 1-10
Nivel 12-15: 1-12
Nivel 16-20: 1-20
Nivel 21-25: 1-20 + 1-6
Nivel 26-30: 1-20 + 1-10
- La clase de armadura natural del monje comienza en 10, y aumenta en +1 a 5.º nivel y cada cinco niveles a partir de entonces.
- Cuando no lleva armadura, el monje añade su bonificador de Sabiduría a la CA de la misma forma que su bonificador de Destreza.
- Ataques aturdidores: Cuando se usa esta aptitud, todos los ataques del monje durante el siguiente asalto obligarán a la víctima a efectuar una tirada de salvación o quedar aturdida. Esta aptitud especial modifica automáticamente el ataque normal del monje (no hace falta volver a apuntar). Un monje puede efectuar un ataque aturdidor 1/día/nivel.
- Evasión: Los monjes tienen la capacidad de evitar el daño de los conjuros con efecto de área. Cuando un monje supere con éxito una salvación de Reflejos contra un conjuro de área de efecto que permita una salvación de Reflejos para sufrir la mitad de daño, en lugar de eso no recibirá daño alguno.
- 2.º nivel: Desviar flechas. El monje obtiene la dote Desviar flechas, logrando un bonificador misceláneo +1 contra armas de proyectil.
- 3.º nivel: Mente en calma. El monje obtiene un bonificador +2 a los tiros de salvación contra conjuros y efectos de la escuela de Encantamiento. Se incrementa la velocidad de movimiento sin armadura.
- 5.º nivel: Pureza corporal. El monje obtiene el control del sistema inmunológico de su cuerpo, y se hace inmune a todas las enfermedades.
- 6.º nivel: Se incrementa la velocidad de movimiento sin armadura.
- 7.º nivel: Plenitud corporal. El monje puede curar al día una cantidad de puntos de golpe equivalente al doble de su nivel.
- 9.º nivel: Evasión mejorada. El monje obtiene la dote Evasión mejorada, que normalmente sólo está disponible para pícaros.
- 10.º nivel: Impacto ki. El ataque sin arma del monje se ve potenciado con el ki. El daño de impacto sin arma de tales ataques podrá afectar normalmente a las criaturas que posean reducción del daño, como si el golpe hubiera sido propinado por un arma con bonificador +1 de mejora. El impacto ki mejora a medida que el monje adquiere experiencia, incrementándose a +2 a 13.º nivel, +3 a 16.º nivel y +4 a 21.º nivel. Se incrementa la velocidad de movimiento sin armadura.
- 11.º nivel: Cuerpo diamantino. El monje posee tal control sobre su metabolismo que se inmuniza contra todo tipo de venenos.
- 12.º nivel: Se incrementa la velocidad de movimiento sin armadura.
- 13.º nivel: Alma diamantina. El monje obtiene resistencia a conjuros. Su resistencia a conjuros es equivalente a su nivel de experiencia + 10. Para poder afectar con un sortilegio a este personaje, el lanzador debe igualar o superar la resistencia a conjuros del monje con 1d20 + el nivel del lanzador
- 15.º nivel: Palma temblorosa. Este terrorífico ataque les permite crear dentro del cuerpo de otra criatura unas vibraciones que, de así quererlo el monje, podrían resultar mortales. El monje puede utilizar esta aptitud una vez por día. Constructos, cienos, plantas, elementales y muertos vivientes no pueden ser afectados. El monje ha de tener mayor nivel de experiencia que la víctima (o más niveles que Dados de Golpe el objetivo). Si el monje golpea con éxito y el objetivo recibe daño del golpe, éste muere a menos que supere una salvación de Fortaleza (CD 10 + la mitad del nivel del monje + modificador de Sabiduría). Se incrementa la velocidad de movimiento sin armadura.
- 18.º nivel: Se incrementa la velocidad de movimiento sin armadura.
- 19.º nivel: Cuerpo vacío. El monje puede adoptar un estado etéreo durante 2 asaltos un número de veces al día igual a la mitad del nivel que posea.
- 20.º nivel: Yo perfecto. El monje ha armonizado de tal manera su cuerpo con sus habilidades y aptitudes cuasimágicas que se convierte en una criatura mágica. A partir de entonces, se le considerará un ajeno (una criatura de otros planos) en lugar de un humanoide. Por ejemplo, ya no será afectado por el conjuro hechizar persona. Además, el monje ganará una reducción del daño de 20/+1; es decir, que ignorará (regenerará instantáneamente) los primeros 20 puntos de daño de todo ataque sufrido a no ser que le golpeen con un arma con un bonificador +1 de mejora (o superior), un conjuro o una forma de energía (fuego, frío, etc.). Como ajeno, el monje de nivel 20.º resultará afectado por los conjuros que repelan a criaturas encantadas, como Protección contra la ley.

Desventajas:
- Pierde la mayoría de los bonificadores si lleva armadura y/o usa armas

MONJE DE LA ANTIGUA ORDEN:
Los miembros de la Antigua Orden no adoran a deidad alguna en particular, aunque son muy aficionados a la introspección y los debates filosóficos.
Aptitud especial de la orden: Pueden hacerse multiclase como pícaros sin perder por ello la capacidad de avanzar en la clase de monje.
AVISO: Todo monje que se haga multiclase adquiriendo una clase distinta de 'monje' o de la clase predilecta de su orden jamás podrá volver a avanzar en la clase de monje.
MONJE DE LOS QUEBRANTADOS:
Los miembros de la Orden de los Quebrantados veneran a Ilmater, dios del sufrimiento. Se esfuerzan por soportar el dolor que les acarrea su entrenamiento, así como el de los demás.
Aptitud especial de la orden: Pueden hacerse multiclase como Penitentes de Ilmater sin perder por ello la capacidad de avanzar en la clase de monje.
AVISO: Todo monje que se haga multiclase adquiriendo una clase distinta de 'monje' o de la clase predilecta de su orden jamás podrá volver a avanzar en la clase de monje.
MONJE DE LA LUNA OSCURA:
Los miembros de la Orden de la Luna Oscura adoran a Shar, diosa de la oscuridad y la pérdida. Usan su entrenamiento monástico como medio para conseguir poder espiritual y personal.
Aptitud especial de la orden: Pueden hacerse multiclase como hechiceros sin perder por ello la capacidad de avanzar en la clase de monje.
AVISO: Todo monje que se haga multiclase adquiriendo una clase distinta de 'monje' o de la clase predilecta de su orden jamás podrá volver a avanzar en la clase de monje
HECHICERO
Los hechiceros son practicantes de la magia que han nacido con una aptitud innata para lanzar conjuros. Esto se debe a que la sangre de alguna poderosa criatura corre por sus venas; quizá sean incluso vástagos de los dragones caminando con forma humana. Sea como fuere, la magia del hechicero es intuitiva en lugar de lógica. Conocen menos hechizos que los magos y adquieren sus conjuros más lentamente, pero pueden lanzar sus hechizos más a menudo y no necesitan seleccionar y preparar sus conjuros con antelación. Los hechiceros no pueden especializarse en un tipo de magia como los magos. Aparte de estas diferencias, un hechicero es muy similar a un mago.
NOTA: un hechicero NO puede aprender conjuros a partir de pergaminos, sino que elige nuevos sortilegios en cada nivel. Carisma es la característica mediante la que el hechicero lanza sus conjuros. Esto afecta al nivel máximo de lanzamiento de conjuros, a la CD del tiro de salvación del sortilegio y a la cantidad de conjuros adicionales.
Puntos de golpe por nivel: 1-4
Ventajas:
- Competente con todas las armas sencillas.

Desventajas:
•   Comienza sin competencia en armaduras y no es muy ducho en combate cuerpo a cuerpo

## Habilidades
Las habilidades vienen determinadas por la clase, si elegimos una habilidad que no sea determinada de nuestra clase recibiremos un penalizador, de manera que para cada punto de esa habilidad perderemos 2 puntos de habilidad. Las habilidades de clase se indican a la hora de escoger habilidades. Como en todo juego de rol recibiremos habilidades en función de nuestra inteligencia cada vez que subamos de nivel.	
| Habilidad          | Clase                                                                | Característica |
| ------------------ | -------------------------------------------------------------------- | -------------- |
| Abrir cerraduras   | Pícaro                                                               | Destreza       |
| Alquimia           | Bardo, Hechicero o Mago                                              | Inteligencia   |
| Buscar             | Explorador o Pícaro                                                  | Inteligencia   |
| Concentración      | Bardo, Clérigo, Druida, Explorador, Hechicero, Mago, Monje o Paladín | Constitución   |
| Conocim. Conjuros  | Bardo, Clérigo, Druida, Hechicero o Mago                             | Inteligencia   |
| Diplomacia         | Bardo, Clérigo, Druida, Monje, Paladín o Pícaro                      | Carisma        |
| Empatía animal     | Druida o Explorador                                                  | Carisma        |
| Engañar            | Bardo o Pícaro                                                       | Carisma        |
| Esconderse         | Bardo, Explorador, Monje o Pícaro                                    | Destreza       |
| Hurtar             | Bardo o Pícaro                                                       | Destreza       |
| Intimidar          | Bárbaro o Pícaro                                                     | Carisma        |
| Inutilizar         | Pícaro                                                               | Inteligencia   |
| Sigilo             | Bardo, Explorador, Monje o Pícaro                                    | Destreza       |
| Saber Arcano       | Bardo, Clérigo, Hechicero, Mago o Monje                              | Inteligencia   |
| Supervivencia      | Bárbaro, Druida o Explorador                                         | Sabiduría      |
| Usar Objeto Mágico | Bardo o Pícaro                                                       | Carisma        |

## Dotes
Las dotas las recibiremos cada ciertos niveles en función de la clase, los guerreros recibirán muchas más que los magos, por ejemplo. También influye la raza. A continuación una lista con todas las del juego.
| DOTE                         | REQUISITO                                           | EFECTO                                                          |
| ---------------------------- | --------------------------------------------------- | --------------------------------------------------------------- |
| AQUA MORTIS                  | Conocimiento de conjuros 10 y Conjuros 4            | Res 5 ácido y + 20% daño ácido                                  |
| ATAQUE ATURDIDOR             | Des 13 Sab 13 Ataque base 8                         | 1 cada 4 niveles 1 asalto Ataque sin arma                       |
| ATAQUE PODEROSO              | Fue 13                                              | +5 daño -5 ataque                                               |
| ATAQUES MAXIMIZADOS          | Competencia con 2 armas y Concentración 4           | 1/día                                                           |
| BRIO                         | Ninguno                                             | +15% rapidez                                                    |
| CANCION PERSISTENTE          | Bardo                                               | duración + 2 asaltos                                            |
| CASTIGO INCREMENTADO         | 2 lvl de Paladín                                    | 1/día castigar al mal adicional                                 |
| COMBATE CON 2 ARMAS          | Ninguno                                             | -4 mano hábil y -8 mano torpe                                   |
| C. ESPADA BASTARDA           | Ataque base 1                                       | Poder usar esta arma                                            |
| C. ARMA MARCIAL              | Ninguno                                             | Poder usar armas marciales                                      |
| C. ARMA SENCILLA             | Ninguno                                             | Poder usar armas sencillas                                      |
| C. ARMADURA                  | Ninguno                                             | Evita penalización ataque y habilidades que implican movimiento |
| C. ESCUDO                    | Ninguno                                             | Poder usar escudo                                               |
| CONJURAR EN COMBATE          | Ninguno                                             | +4 concentración                                                |
| CONJUROS PENETRANTES         | Ninguno                                             | +2 contra la resistencia al conjuro de la víctima               |
| CRÍTICO MEJORADO             | Ataque base 8                                       | Dobla el crítico del arma elegida                               |
| DESJARRETAR                  | Pícaro de nivel 3                                   | +2D6 daño de ataque furtivo y 50% ralentización/10 asaltos      |
| DESVIAR FLECHAS              | Des 13                                              | +1 CA contra armas de proyectil                                 |
| DISCIPLINA                   | Ninguno                                             | +1 salvación voluntad y +2 concentración                        |
| DISPARO PRECISO              | Ninguno                                             | Reduce de -8 a -4 el penalizador disparo cuerpo a cuerpo        |
| DISPARO RÁPIDO               | Ninguno                                             | Ataque adicional y penalizador -2                               |
| DUREZA                       | Ninguno                                             | 3 puntos de golpe (varias veces)                                |
| EGIDA DE ESCARCHA            | Conocimiento de conjuros 10 y Conjuros 4            | Res 5 frío y + 20% daño frío                                    |
| ENVENENAR ARMA               | Pícaro de lvl 1 y Alquimia 8                        | 1/día y Pérdida constitución de la víctima                      |
| ESPALDA FUERTE               | Ninguno                                             | Incrementa en 50% el peso portable                              |
| ESPÍRITU DE LA LLAMA         | Conocimiento de conjuros 10 y Conjuros 4            | Res 5 fuego y + 20% daño fuego                                  |
| ESQUIVA                      | Des 13                                              | +1 esquiva CA                                                   |
| ESTIRPE DE LAS TORMENTAS     | Conocimiento de conjuros 10 y Conjuros 4            | Res 5 electric. y + 20% daño eléctric.                          |
| EVASIÓN MEJORADA             | Pícaro de lvl 10                                    | + Reflejos                                                      |
| ESPULSIÓN INCREMENTADA       | Paladín de lvl 3 o clérigo                          | 1/día adicional                                                 |
| EXPULSIÓN MEJORADA           | Paladín de lvl 3 o clérigo                          | Después de expulsión 2 dados de golpe                           |
| FS BROZA MOVEDIZA            | Druida de lvl 8                                     | -                                                               |
| FS ESCARABAJO TALADRADOR     | Druida de lvl 8                                     | -                                                               |
| FS PANTERA                   | Druida de lvl 5                                     | -                                                               |
| FURIA INCREMENTADA           | Bárbaro de lvl 1                                    | -                                                               |
| FS ADICIONAL                 | Druida de lvl 3                                     | 1/día cambio de forma adicional                                 |
| GRAN FORTALEZA               | Ninguno                                             | +2 fortaleza                                                    |
| GUARDABOSQUES                | Ninguno                                             | +5 supervivencia                                                |
| HENDEDURA                    | Fue 13, Ataque poderoso y 2.º nivel - ataque base 4 | Ataque adicional si matas de un golpe                           |
| HEREJÍA DE BANE              | Conjuros divinos y Ataque base 4                    | -                                                               |
| IMPACTO ARTERIAL             | Pícaro de lvl 1 Ataque base 4                       | +1D6 daño de ataque furtivo y daño durante varios asaltos       |
| INICIATIVA MEJORADA          | Ninguno                                             | +1 velocidad arma y lanzamiento de conjuros                     |
| INSPIRACIÓN HERÓICA          | Bárbaro, bardo o paladín de lvl 1                   | +1 daño, golpear y salvación cuando la vida < 50%               |
| LANZAR CONJURO SIN VOZ       | Ninguno                                             | Poder realizar esta acción                                      |
| LISIAR CON UN IMPACTO        | Pícaro de lvl 10                                    | Puede disminuir la fuerza del objetivo temporalmente            |
| LUCHA A CIEGAS               | Ninguno                                             | Reduce el penalizador de ceguera                                |
| LUCHA SUCIA                  | Des 13 y Ataque base 2                              | Impacto crítico puede causar ceguera o ralentizar 50%/5 asaltos |
| MAGIA ARCANA CON ARMADURA    | Ninguno                                             | Reduce en un 5% el fallo                                        |
| MAGOCRACIA CORTES            | Ninguno                                             | +2 conocimiento de conjuros y diplomacia                        |
| MATAINFERNALES               | Texto de celda                                      | Bonificador contra demonios                                     |
| MENTE ESCURRIDIZA            | Texto de celda                                      | Salvación adicional contra hechizar u orden imperiosa           |
| PERICIA                      | Int 13                                              | -5 ataque +5 CA                                                 |
| REFLEJOS RÁPIDOS             | Ninguno                                             | +2 salvaciones de reflejos                                      |
| RESISTIR VENENO              | Enano gris o Semiorco, Solo a lvl 1                 | +4 de fortaleza contra veneno                                   |
| SANGRE SERPENTINA            | Humano, solo a lvl 1                                | +2 fortaleza contra veneno y +1 salvaciones de reflejos         |
| SOLTURA CON ESCUELA DE MAGIA | Ninguno                                             | +2 a la clase de dificultad                                     |
| SUERTE DE LOS HÉROES         | Humano                                              | +2 salvación                                                    |
| SUTILEZA CON ARMA            | Competencia con arma pequeña                        | Uso del bonificador de destreza en lugar del de fuerza          |
| TESTARUDO                    | Ninguno                                             | +1 voluntad y +2 intimidar                                      |
| Trasfondo mercantil          | Humano, Svirfnevlin o Enano gris                    | 5% de descuento y de beneficio en tiendas                       |
| VOLUNTAD DE HIERRO           | Ninguno                                             | +2 voluntad                                                     |

- FS: Forma salvaje
- C.:Competencia con (soltura con)

## Armas
Tabla de armas con todas las características a conocer. Las armas están en su estado más básico.
| ARMA                 | COSTE       | DAÑO | CRITICO  | PESO   | TIPO          |
| -------------------- | ----------- | ---- | -------- | ------ | ------------- |
| Flecha (40)          | 1 moneda    | -    | -        | 3 lb.  | -             |
| Hacha arrojadiza     | 8 monedas   | 1d6  | x2       | 4 lb.  | Arrojadiza    |
| Hacha de batalla     | 10 monedas  | 1d8  | x3       | 7 lb.  | Hacha         |
| Mangual pesado       | 15 monedas  | 1d10 | 19-20/x2 | 20 lb. | Mangual       |
| Mangual ligero       | 8 monedas   | 1d8  | x2       | 5 lb.  | Mangual       |
| Gran hacha           | 20 monedas  | 1d12 | x3       | 20 lb. | Hacha         |
| Espadón              | 50 monedas  | 2d6  | 19-20/x2 | 15 lb. | Espada        |
| Alabarda             | 10 monedas  | 1d10 | x3       | 15 lb. | Arma de asta  |
| Martillo ligero      | 1 moneda    | 1d4  | x2       | 2 lb.  | Martillo      |
| Hacha de mano        | 6 monedas   | 1d6  | x3       | 5 lb.  | Hacha         |
| Arco largo           | 75 monedas  | 1d8  | x3       | 3 lb.  | Arco          |
| Arco compuesto       | 100 monedas | 1d8  | x3       | 3 lb.  | Arco          |
| Lanza                | 5 monedas   | 1d8  | x3       | 9 lb.  | Arma de asta  |
| Espada larga         | 15 monedas  | 1d8  | 19-20/x2 | 4 lb.  | Espada grande |
| Cimitarra            | 15 monedas  | 1d6  | 18-20/x2 | 4 lb.  | Espada grande |
| Arco corto           | 30 monedas  | 1d6  | x3       | 2 lb.  | Arco          |
| Arco corto compuesto | 75 monedas  | 1d6  | x3       | 2 lb.  | Arco          |
| Espada bastarda      | 35 monedas  | 1d10 | 10-20/x2 | 7 lb.  | Arma exótica  |
| Espada corta         | 10 monedas  | 1d6  | 19-20/x2 | 3 lb.  | Daga          |
| Martillo de guerra   | 12 monedas  | 1d8  | x3       | 8 lb.  | Martillo      |

## Banda sonora
La música del juego ha sido compuesta por Inon Zur, quien también ha compuesto las bandas sonoras de Baldur's Gate 2: Throne of Bhaal y Fallout Tactics. Inon zur trabajó con Jeremy Soule para componer la banda sonara de Icewind Dale, también trabajó con el director de sonido de Interplay, Adam Levenson, ya que habían coincidido en títulos anteriores. Desde el principio se trabajó para mantener la misma línea de la primera entrega de esta saga.
La música fue compuesta en cinco semanas, y la grabación duró otras tres semanas. Debido al bajo presupuesto para el tema del audio se recurrió a una pequeña orquesta de Los Ángeles para grabarla.